# Počasíčko
Počasíčko je eroticko-meteorologický pořad televize Nova vysílaný v letech 1998–2004. Tříminutová relace se vysílala po 22. hodině. Vystupovala zde nahá moderátorka či moderátor, kteří se oblékali podle jednoduché předpovědi počasí na další den. Ta ukazovala pouze předpokládané teploty a ikonku se srážkami či slunečným počasím.
Zpočátku v pořadu vystupovaly pouze ženy, na přání divaček se začali objevovat i muži.
V roce 2004 bylo vysílání Počasíčka ukončeno. Od 1. února 2007 jej Nova opět uváděla, tentokrát však v denním televizním archivu na internetu. Později vytvořila podobný pořad pouze pro internet. Nazýval se Red News a objevovaly se zde pouze ženy, které se svlékaly bez ohledu na počasí.

## Parodie v pořaduČtrvtníček, Šteindler a Vávra
25. září 1998 odvysílala Česká televize pořad Čtvrtníček, Šteindler a Vávra uvádějí, ve kterém se objevil segment parodující Počasíčko. V trikové montáži zde v roli průvodce Počasíčka vystoupil meteorolog Ján Zákopčaník. Ten následně přivedl do televizního studia trojici prasat a během živého vysílání předpovědi počasí prasata označil jmény tvůrců parodického segmentu. Za to si od vedení České televize vysloužil pokutu několikadenní zákaz vystupování na televizní obrazovce.